# برام فان بولين
برام فان بولين (بالهولندية: Bram van Polen) (11 أكتوبر 1985 بنايكيرك في هولندا - ) هو لاعب كرة قدم هولندي في مركز الدفاع. لعب مع بي إي سي زفوله وفيتيسه آرنهم.

## وصلات خارجية
- برام فان بولين على موقع قاعدة بيانات كرة القدم.إي يو (الإنجليزية)
- برام فان بولين على موقع Soccerway.com (الإنجليزية)
- برام فان بولين على موقع عالم كرة القدم.نت (الإنجليزية)